# Vellaravalli
Vellaravalli es una ciudad censal situada en el distrito de Tirupur en el estado de Tamil Nadu (India). Su población es de 5070 habitantes (2011).

## Demografía
Según el censo de 2011 la población de Vellaravalli era de 5070 habitantes, de los cuales 2533 eran hombres y 2537 eran mujeres. Vellaravalli tiene una tasa media de alfabetización del 69,06%, inferior a la media estatal del 80,09%: la alfabetización masculina es del 79,75%, y la alfabetización femenina del 58,47%.